# Personaggi de I Griffin
Questa voce contiene un elenco dei personaggi presenti nella serie televisiva animata I Griffin.

## Famiglia Griffin
- Peter Griffin
- Lois Pewterschmidt-Griffin
- Christopher Cross "Chris" Griffin
- Megan "Meg" Griffin
- Stewart Gilligan "Stewie" Griffin
- Brian Griffin

## Al Harrington
Al Harrington è un uomo d'affari di Quahog, qualche volta lo si vede in alcuni spezzoni riguardanti pubblicità in cui presenta merce assurda, di cui non riesce a disfarsi, in modo invadente e esaltato.

## Angela
È una dirigente della fabbrica di birra dove lavora Peter. Normalmente tratta Peter con severità, mentre tratta bene il suo collega ritardato Opie. Nonostante ciò, nella puntata Una mano sul sedere si innamora di Peter dopo averlo visto senza occhiali. Doppiata in originale da Carrie Fisher e in italiano da Paola Giannetti, dopo la morte dell'attrice statunitense nel dicembre 2016 è morto anche il personaggio di Angela. Infatti nella 9ª puntata della 17ª stagione dei Griffin, andata in onda negli Stati Uniti il 9 dicembre 2018, si assiste al funerale del personaggio, con l'elogio di Peter Griffin verso il suo datore di lavoro: come egli afferma Angela è morta affogando.

## Barbara Hebrewberg Pewterschmidt
Moglie di Carter, madre di Lois, Carol e Patrick, e nonna materna di Meg, Chris e Stewie. Rispetto al marito è meno ostile nei confronti di Peter. È ebrea (anche se ha dovuto convertirsi per far sì che il marito avesse accesso ai club più prestigiosi) ed in passato è stata sposata con Ted Turner. Doppiata in originale da Alex Borstein e in italiano da Mariadele Cinquegrani.

## Bertram
Figlio di Peter, incontra per la prima volta il suo fratellastro e rivale Stewie in uno dei testicoli di Peter (nell’episodio Emissione impossibile), il quale insieme a Lois cercava di avere un altro figlio; dopo essere entrato nel corpo di Peter, Stewie inizia a uccidere tutti i suoi spermatozoi fino a confrontarsi in uno scontro con Bertram ma dopo aver scoperto che condividono l'obiettivo di eliminare Lois smettono di combattere. Una volta uscito dal corpo di Peter, Stewie afferma che forse lui è troppo intelligente. Infatti Bertram ha le stesse abilità del fratello in battaglia e l'unico che può eguagliarlo.
Nell'episodio Grasso è bello durante un'operazione di vasectomia ci fu un contrattempo e lo spermatozoo di Bertram da Peter finì in una fiala. Dopodiché una coppia di lesbiche tramite un'inseminazione artificiale lo fece nascere.
Dopo la sua nascita, ha iniziato a giocare allo stesso parco di Stewie, ed i due combatterono per la sovranità sul parco. Stewie alla fine vince disarmando Bertram e dopo che lui ha ammesso la sconfitta e corse via diventarono nemici giurati.
Riappare nell'episodio La teoria del Big Bang della nona stagione; nell'episodio Bertram ruba la macchina del tempo di Stewie per tornare indietro nel tempo e uccidere Leonardo da Vinci, un antenato di Stewie. Nonostante riesca nell'intento nello stesso episodio il fratellastro riesce ad ucciderlo colpendolo con una balestra infuocata in testa. Alla fine Stewie riesce a prevenire la sua cancellazione prendendo il posto di Da Vinci per qualche tempo.
Bertram è alto quanto Stewie e possiede la stessa forma ovale della testa, ha un ciuffetto di capelli rossi e possiede molte delle sue caratteristiche caratteriali come il sadismo o la megalomania.
Doppiato in originale da Wallace Shawn e in italiano da Alessandro Quarta e Mirko Mazzanti.

## Bonnie Swanson
Bonnie "Bonald" Swanson (doppiata in originale da Jennifer Tilly e in italiano da Renata Biserni).
È una vicina di casa della famiglia Griffin ed è la moglie di Joe e la madre di Kevin e Susie. Ha una personalità molto timida e remissiva; solitamente si comporta adeguandosi a ciò che fa e dice il marito Joe, di cui è totalmente succube. Adora gli uomini che si mettono al centro dell'azione e, quindi, del pericolo. È anche la migliore amica di Lois Griffin e ha un naso molto simile al suo, nonostante le due donne non siano parenti.
È incinta sin dalla sua prima apparizione nella prima stagione, e non sembra che ci siano progressi nella sua gravidanza. Tuttavia, questa situazione non appare essere strana, dato che nessuno dei personaggi sembra subire effetti derivanti dall'invecchiamento nel tempo (in un episodio, però, Peter Griffin le fa notare che è incinta da 6 anni e che sarebbe ora che partorisse).
Dopo essere stata incinta per sette anni, nell'episodio della settima stagione I soliti idioti, Bonnie dà finalmente alla luce Susie Swanson, della quale Stewie Griffin si innamorerà perdutamente. Susie si rivelerà particolarmente forte e capace di pestare Stewie, fatto che indurrà Peter a fargli prendere degli steroidi per renderlo più forte.
In Affari esteri fa un viaggio con Lois a Parigi per avere un'avventura quando sente che il suo matrimonio con Joe inizia a non funzionare più come prima. Lois quindi chiama Joe, che convince Bonnie a tornare con lui. Joe considera la possibilità di avere lui stesso un'avventura, in Affari interni, finendo però per farsi lasciare da Bonnie. Dopo di che Joe racconta di come ha conosciuto la moglie quando faceva la stripper, così Peter e Lois approfittano delle informazioni per farli poi tornare insieme.
Nelle ultime stagioni della serie diventa sempre più impaziente e insofferente nei confronti di Joe e della sua disabilità: ad esempio, al poligono porta come bersaglio l'immagine stilizzata di un uomo in sedia a rotelle e fa assistere Joe alla scena; in un altro episodio, invece, chiede a Brian di vedere una casa diroccata con le fondamenta danneggiate che pende verso una scogliera, e testa come cade un sacco su una sedia a rotelle: vedendo che la caduta risulterebbe mortale, la compra. Generalmente si limita a punzecchiare il marito con battute sarcastiche.

## Brenda Quagmire
È la sorella minore di Glenn Quagmire. È fidanzata con un uomo violento di nome Jeff, il quale la maltratta e la picchia continuamente; nonostante ciò, lei non smette di amarlo. Appare per la prima volta nell'episodio Amico nero cercasi e poi nell'episodio La storia di Brenda, dove rimane incinta di Jeff ed è costretta a sposarlo, ma Peter e i suoi amici la salvano uccidendolo. Doppiata in italiano da Domitilla D'Amico.

## Bruce
È un abitante di Quahog, omosessuale. Durante la serie sbriga con singolare calma diversi lavori, dal tecnico della televisione al diacono. La sua voce è alquanto stridula e la sua parlata è contraddistinta da un ritmo molto lento e flemmatico; inoltre, uno dei suoi segni più identificativi è un folto paio di baffi. Il suo nome viene rivelato solamente dalla quinta stagione. Nella diciannovesima stagione, rivela che il suo cognome è Straightman, oltre a presentare i suoi genitori, Phil e Candy, al quale non aveva mai confessato di essere gay. Nella stessa stagione sposa, dopo un finto matrimonio con Meg, che fino ad allora non aveva mai capito quale fosse il suo orientamento, il suo compagno di una vita Jeffrey, con Peter come celebrante delle nozze in un parcheggio di un centro commerciale, in quanto la chiesa non era attrezzata per celebrare matrimoni gay. Nel primo episodio della stagione 22, convince Meg a diventare una madre surrogato, e da lei nascerà una bambina a quale verrà dato il nome di Liza Judy Barbara. Nella stagione 23, durante una vacanza in un resort, Jeffrey muore sbranato da uno squalo, e Bruce si risposa con Dennis, il loro compagno di viaggio. Ha 52 anni.
Doppiato in originale da Mike Henry e in italiano da Wladimiro Grana (st. 1-16), ? (st. 17-18) e Massimo Corizza (st.19+).

## Carl
Carl è il gestore del Quahog Mini Mart e della stazione di benzina. Parla molto lentamente e dimostra di essere indifferente a ciò che gli succede intorno. Ha stretto amicizia con Chris nel periodo in cui hanno lavorato insieme. È un grande appassionato di Cinema (ne possiede una conoscenza pressoché enciclopedica) e gli piace molto discuterne: in un episodio afferma addirittura di aver visto tutti i film della storia solo bevendo. Probabilmente è analfabeta, o quantomeno non ha molta dimestichezza con la lettura e la scrittura.
Negli episodi speciali della trilogia di Guerre stellari il suo personaggio interpreta Yoda.
Doppiato in italiano da Paolo Vivio.

## Carol Pewterschmidt
È la sorella minore di Lois, pluridivorziata (ha avuto dieci mariti), nel primo episodio in cui appare Peter e Lois si recano da lei per aiutarla a far nascere suo figlio; in seguito, si sposerà con il sindaco Adam West. Doppiata in italiano da Giò-Giò Rapattoni.

## Carter Pewterschmidt
Carter Pewterschmidt (doppiato in originale da Seth MacFarlane e in italiano da Pieraldo Ferrante nella st. 3 e da Giuliano Santi dalla st. 1 e dalla st. 4 in poi), è il padre di Lois e marito di Barbara Pewterschmidt, oltre che suocero di Peter Griffin.
Carter Pewterschmidt è un plurimilionario proprietario della US Steel, residente a Newport Beach, capitalista, snob, amante dei soldi, che per lui sono la più grande fonte di felicità, e amico di molti personaggi potenti, come Michael Eisner, Ted Turner (pur non sopportandolo) e Bill Gates. Ha baffi e capelli bianchi ed indossa quasi sempre delle vestaglie di seta. Prova un forte odio per il suo genero Peter Griffin, a tal punto di avergli offerto 1.000.000$ pur di non sposare sua figlia, e non perde mai occasione di umiliarlo o insultarlo; nonostante ciò, i due a volte collaborano spinti da un interesse comune.
Crebbe Lois con molto distacco e severità, le proibì di fare la modella, e in un'occasione la lasciò pure in mano a dei rapitori perché non era tradizione di famiglia trattare con loro. Negli episodi Bill, ti presento Lois e Ora puoi anche baciare... il ragazzo, viene fatto notare molto esplicitamente come Carter e Barbara si fossero sposati perché Carter era ricco. Nonostante ciò, in Bentornato Carter si vede come Barbara e Carter si fossero innamorati già ben prima di sposarsi. Nella stessa puntata, Carter viene sorpreso mentre tradisce la moglie. Da notare come sebbene quest'ultima abbia chiesto il divorzio, i due vivano ancora nella stessa casa. Sempre in quell'episodio si evince che Carter ha abusato di Lois quando era bambina, dato che quando viene svegliato dalla moglie, lui inizia a blaterare che sta semplicemente misurando a Lois la temperatura.
Ha delle idee contrarie ai matrimoni gay e al diritto di voto degli omosessuali, e considera gli immigrati come degli schiavi. Nell'episodio "Una Scuola per Chris", quinta stagione, viene rivelato che è un membro della Skull and Bones. In Uno scrittore... in erba perde denaro dall'industria del legno a causa della legalizzazione della marijuana promossa da Brian, quindi recluta Peter per aiutarlo in una campagna volta a denigrare l'utilizzo di tale droga. Quando vede che questa strategia non funziona, corrompe Brian per rendere la marijuana di nuovo illegale promettendogli di pubblicare il suo libro "Più veloce della velocità dell'amore".
Nell' episodio "Adozione d' affari", per mantenere un' immagine di decoro, deciderà di adottare una bambina di otto anni di nome Tatum, alla quale si affezionerà, scatenando la gelosia di Lois, in quanto il padre farà tutte quelle cose che lei non è mai riuscita a fare quando era bambina, come farsi portare allo zoo, ma alla fine anche lei si affezionerà alla sorella acquisita.
Nella versione originale, la voce di Carter è identica a quella del dottor Hartman. Hartman è anche il medico di Carter, ma non hanno mai avuto grandi scambi di battute, tuttavia, quando Peter fa notare ad Hartman che ha la stessa voce di suo suocero, in Ci crediate o no, Joe è al settimo cielo, i due si accorgono presto che in effetti hanno le voci molto simili. Questo perché entrambi i personaggi sono doppiati in lingua originale da Seth MacFarlane.

## Connie D'Amico
È la ragazza più popolare della scuola di Meg e Chris. È viziata e antipatica, e spesso prende in giro Meg. Ha dato un appuntamento a tutti i maschi della famiglia Griffin, escluso Brian (che prova per lei una spiccata antipatia, come si vede nell'episodio "Al limite della legalità"): Peter (travestito da adolescente) in Lando il mito!, Stewie in Il fascino dei baffi e Chris in Oggi spopolo, domani chissà. È inoltre stata baciata da Meg mentre era priva di sensi nell'episodio M come malvagia Meg. Doppiata in italiano da Emanuela Damasio.

## Consuela
È una domestica di origine ispanica che parla in modo sgrammaticato, con voce flebile e fastidiosa. Appare per la prima volta in un flashback insito nell'episodio Ci crediate o no, Joe è al settimo cielo, dove è in tribunale a testimoniare il suo bisogno di sgrassante al limone. Incarna lo stereotipo della cameriera immigrata irritante che non capisce mai quello che le viene detto. È stata vista lavorare sia per i Griffin sia per i Pewterschmidt. Appare anche in Something, Something, Something, Dark Side, dove è la cameriera di Dart Fener, e in It's a Trap!, dove invece interpreta un piccolo robot che lavora per Jabba the Hutt. Ha sempre con sé il suo piumino e tutti i suoi detersivi e non esita a mettersi a pulire appena vede macchie o cose simili: in un episodio, ad esempio, la si vede dirigere il traffico e fermare tutte le automobili per finire di pulire la strada da una pozzanghera. Ha un figlio di nome Rodrigo, detenuto in prigione. In un episodio Stewie scappa di casa e viene trovato per strada da Consuela: la donna, condotto il bambino all'interno della propria abitazione, tenta di trattenerlo, ma Stewie, sottraendo una pistola a Rodrigo, spara sul piede di Consuela e fugge con Brian. Doppiata in originale da Mike Henry e in italiano da Gianluca Musiu.

## Crystal Quagmire
È la madre di Glenn, dal quale scopriremo che da giovane era una donna molto promiscua: infatti ebbe molti amplessi con vari uomini. Appare nell’episodio “La mamma di Quagmire”, dove il figlio viene processato per essere stato a letto con una minorenne che gli aveva mentito sull’età. Qui, Glenn racconta che la sua depravazione deriva dalla promiscuità di sua madre; ad esempio: già quando nacque, la donna provò così tanto piacere sessuale da chiedere al medico di reinserire Glenn nel suo utero per spingerlo nuovamente fuori, ripetendo la cosa per ben nove volte. Nell’episodio dove appare, rivela di essere una cristiana rinata e prega il giudice di non condannarlo per prenderlo sotto la sua custodia. Poiché il giudice negò la cosa, il giorno dopo lo sedusse finendoci a letto, in modo tale che potesse finalmente ribaltare la sentenza di Glenn, salvandolo così dalla galera.

## Derek Wilcox
Derek Wilcox è l'ormai defunto marito di Jillian Russell. Qualche tempo dopo essersi sposati, Derek e Jillian si recarono assieme agli altri abitanti di Quahog alla cena di James Woods, durante la quale si verificarono alcuni omicidi. Quella sera, lo scopo di Derek era trovare un luogo dove ci fosse ricezione per avvertire la polizia: Derek raggiunse una finestra collocata in uno dei punti più alti della villa, ma Diane, temendo che lui potesse rovinare il suo piano di vendetta contro Tom Tucker, decise di ucciderlo: lo colpì con un Golden Globe appartenente a James Woods, causandone la rovinosa e fatale caduta. Nella versione originale è doppiato da John Viener, mente in italiano da Federico Di Pofi.

## Diane Simmons
Diane Simmons (in italiano, doppiata da Francesca Guadagno) è la co-conduttrice del telegiornale di Quahog, e lavora in coppia con Tom Tucker, personaggio con il quale intrattiene un rapporto alquanto ambiguo: benché la loro relazione sia soprattutto conflittuale, non mancano momenti ben diversi: in un episodio, ad esempio, approfittando di un blackout, Tom Tucker le dà una pacca sul sedere. Ha recitato nel film indipendente "Garza" quando era al college, è stata assunta da Peter per la parte di Anna nello spettacolo teatrale "Il re ed io", ma si è poi dimessa a causa del fatto che Peter cambiava continuamente trama. È una ninfomane e a volte le capita di raccontare al telegiornale alcune notizie dal carattere strettamente personale, come la fine del suo ciclo mestruale. Quando Meg voleva fare la stagista al telegiornale, Diane la selezionò perché le altre aspiranti erano troppo carine e pertanto si sentiva minacciata.
Descritto generalmente come personaggio "positivo" mostrerà la sua vera natura nel primo episodio della nona stagione, quando Diane, attraverso la collaborazione della stagista Priscilla, avrebbe dovuto uccidere James Woods e mandare in prigione Tom Tucker durante una serata organizzata presso il lussuoso castello dell'attore. In tale occasione, però, Stephanie, la nuova fiamma di Quagmire, si intromise, rovinando così i piani della giornalista, la quale, per tentare ugualmente di raggiungere il proprio scopo, arrivò ad uccidere, oltre a James, anche Priscilla, Muriel e Derek, intrufolandosi nel resto del gruppo ogni qualvolta veniva scoperto un omicidio, in modo tale da offuscare ogni sospetto.
Nascosti gli oggetti del delitto e il corpo di Priscilla nella stanza di Tom, quest'ultimo venne incolpato della vicenda, ma proprio quando sembrava che Diane l'avrebbe fatta franca, Lois scoprì tutto e, prima di essere uccisa dalla giornalista, quest'ultima scelse di raccontarle il motivo di tali omicidi: Diane aveva una relazione con James Woods, ma dopo il suo quarantesimo compleanno l'attore l'aveva scaricata, e quasi nello stesso periodo in cui, su consiglio di Tom Tucker, stava per essere sostituita nella conduzione del telegiornale. Da qui l'idea di eliminare Woods e di far ricadere la colpa su Tom. Esaurita la spiegazione e decisa ad uccidere anche Lois, Diane venne assassinata da Stewie, convinto che nessun altro potesse eliminarne la madre. Verrà sostituita al notiziario da Joyce Kinney, quest'ultimo personaggio percorrerà una strada "inversa" rispetto Diane, la nuova giornalista infatti all'inizio si mostrerà essere a propria volta una traditrice, ma dopo una stagione il suo personaggio si evolverà e diventerà una brava persona.

## Ernie
È un pollo di dimensioni umane con cui Peter ha avuto diversi scontri fisici e in ambiti totalmente diversi. Ci sono stati in totale quattro incontri: il primo round viene raccontato da Peter mentre sta comprando il cenone di Capodanno; tempo addietro il pollo gli aveva rifilato un coupon per botteghe scaduto e Peter aveva cominciato a menar le mani; il secondo round avviene mentre Peter cerca di convincere Lois, Loretta e Bonnie ad accettare le scuse di Quagmire dopo aver spiato Lois nel bagno e fa notare a Bonnie di essere incinta da sei anni (il Pollo voleva vendicarsi per le batoste subite); il terzo round avviene mentre Peter discute con la moglie sui problemi scolastici del figlio Chris (in quest'ultimo erano molto vicini sul far pace), mentre il quarto avviene quando Peter tampona accidentalmente la macchina dell'avversario. In tutti gli scontri è sempre Peter il vincitore (anche se con molte ferite), ma il Pollo, anche se sembra morto, si rianima come se fosse immortale. Ha un figlio di nome Nugget, che si fidanza con Meg, ma alla fine i due si lasciano proprio a causa di Ernie, in quando dà a Meg un ultimatum, che si conclude con la decapitazione del pollo ad opera dalla stessa Meg. In seguito Nugget manda un messaggio a Meg, dove rivela di essere diventato omossessuale e di aver adottato dei figli.
Compare anche in Family Guy: The Quest for Stuff.
È doppiato in lingua originale da Danny Smith.
In italiano è stato doppiato da ? (st. 1-18) e Antonio Palumbo (ep. 19x10).

## Gesù Cristo
Gesù appare diverse volte nella serie, ma nessuno sembra essere sorpreso dalla sua reincarnazione, egli compie anche diversi miracoli, anche se talvolta inutili come nell'episodio della prima stagione: "L'uomo in bianco" dove afferma di trasformare l'acqua in funky, o talvolta inesistenti come viene dimostrato nel film: "La storia segreta di Stewie Griffin" quando Stewie adulto afferma che qualche anno prima andò in vacanza ai tempi di Gesù e mostra un falso miracolo. Vestito con una tonaca bianca, i capelli e la barba marroni e porta dei sandali ai piedi, secondo la raffigurazione classica. Doppiato in italiano da Emiliano Coltorti.

## Gina
Gina è l'amica fidata di Connie D'Amico, anche lei intenzionata a deridere Meg in continuazione.

## Loretta Brown
Loretta Brown (nome completo Loretta Marie Callender Brown) è l'ex-moglie di Cleveland Brown e la madre di Cleveland Brown Jr.; muore nel 17º episodio della prima stagione di The Cleveland Show. È doppiata in originale da Alex Borstein e in italiano da Irene Di Valmo.
Loretta è l'autoritaria ex moglie di Cleveland. È una donna forte, promuove la cultura afroamericana e, per ammissione di Cleveland, non ammette letteratura bianca in casa. Sembra essere un'attrice teatrale talentuosa, tanto che Lois le assegna la parte principale quando mette in scena una versione della commedia Il re ed io. Si separa da Cleveland in seguito ad una storia con Glenn Quagmire. Dopo il divorzio con Cleveland è sparita dalla serie e si desume che abbia la custodia del figlio. Nella sua unica apparizione successiva al divorzio, Brian cerca di farla tornare con Cleveland ma la cosa fallisce.
Nello spin-off della serie, The Cleveland Show, Cleveland e suo figlio partono da Quahog perché Loretta ha preso possesso della casa e si trasferiscono in Virginia, dove l'uomo incontra una sua vecchia fiamma, Donna Tubbs, e la sposa. Nell'episodio Una morte inaspettata Cleveland e il figlio Junior ricevono la notizia della morte di Loretta, causata da Peter. Egli ha distrutto la facciata di casa Brown cercando di trasportare lo scheletro di un dinosauro con una gru. Loretta stava facendo il bagno al piano superiore e la vasca precipita in giardino (gag ricorrente di Cleveland); questa volta però la vasca si frantuma e Loretta muore. Il corpo viene portato in Virginia da Quagmire, che rivela di averla vestita da cameriera francese e di aver praticato atti di necrofilia durante il viaggio.
La morte della donna sembra non aver toccato suo figlio più di tanto. Si scopre inoltre, come confidato da Peter Griffin a Donna durante il matrimonio con Cleveland, che Loretta aveva tradito l'ex marito con molti altri uomini, fra cui il sindaco West, Ollie Williams, Frank Sinatra Jr e il tizio sordo ricoperto di grasso.
Nella versione in DVD viene rivelato che Loretta è stata ritirata dalla serie perché la sua doppiatrice, Alex Borstein, trovava estremamente faticoso riprodurre la sua voce stridula.

## Morte
Morte viene rappresentato come la Morte personificata, uno scheletro incappucciato con una falce in mano. Appare per la prima volta nell'episodio La vecchia signora, nel quale Peter crede di avere un nodulo al petto e, per non pagare il conto dell'ospedale, si dichiara morto. Ricevuto il foglio per e-mail, Morte arriva a casa Griffin per portare via Peter, ma nell'inseguirlo si sloga il malleolo. Rimasto quindi bloccato sul divano, incarica Peter di sostituirlo. Dopo essere guarito, Morte risparmia la vita a Peter e ritorna a casa sua.
Riappare poi nell'episodio Talento sprecato per portare via due cadaveri morti per avvelenamento d'alcolici e, dopo essersi ubriacato, tampona un'auto della polizia. In seguito, riappare nella terza stagione dove porta Peter in un viaggio spazio-temporale per salvare il suo matrimonio in bilico. In cambio Peter si offre di trovargli una fidanzata e gli rimedia un appuntamento con una veterinaria, che in seguito viene uccisa dallo stesso Morte perché troppo noiosa.
In un'occasione uccide la moglie di Quagmire, salvandolo dall'incubo del matrimonio. Dopodiché riapparirà nelle varie stagioni per portare via i cadaveri. Nell'episodio Gli amici di Peter G., Morte apparirà di nuovo a Peter per fargli capire che va bene ubriacarsi, ma non tanto come nella situazione attuale (in questo episodio, Morte appare con un doppiatore diverso, a causa della morte del precedente). Il suo vero nome è Mortimer e vive ancora con sua madre. Ha un cane che svolge la sua stessa "professione". Nella versione italiana è stato doppiato da Roberto Del Giudice, venuto a mancare a fine del 2007. Dalla successiva apparizione (episodio 9x10) è doppiato da Oliviero Dinelli.

## Dan Quagmire/Ida Davis
Dan Quagmire era il padre di Glenn Quagmire, ma cambiò sesso dopo un'operazione diventando così Ida Davis; poco dopo incontrò Brian e i due ebbero un rapporto sessuale. Quando Quagmire lo venne a sapere si arrabbiò molto e piombò a casa Griffin per picchiare il povero cane, che aveva anche reagito con disgusto (vomitando ininterrottamente per 28 secondi esatti e urlando) scoprendo di aver passato la notte con il padre dell'uomo che odia di più. Ida Davis ricompare più volte dalla decima stagione in poi. In una puntata, dopo che lei e i suoi amici avevano salvato Quagmire dalla perfida erotomane Sonja, afferma di essere incinta. Doppiata in originale da Seth MacFarlane e in italiano da Fabrizio Pucci.

## Mort Goldman
È il farmacista di Quahog di religione ebraica e di origine polacca, è sposato con Muriel e loro figlio si chiama Neil Goldman. Ha i capelli rossi, occhiali con la montatura in corno, denti sporgenti e voce buffa, caratteristiche di tutti i membri della famiglia Goldman. Col passare del tempo diventa uno degli amici di Peter, pur non essendo parte integrante del suo gruppo.
Per certi versi il suo personaggio ricalca tutti gli stereotipi negativi sugli ebrei: spesso nevrotico, non molto coraggioso, estremamente tirchio, ed è affetto da ipocondria. Da giovane era chiamato "Leccamocciolo" a causa di un forte raffreddore nasale, e spesso parla di argomenti di dubbio gusto che hanno a che fare con il suo lavoro o con la sua vita privata.
Nell'episodio La macchina del tempo, Mort torna per sbaglio indietro nel tempo tramite un'invenzione di Stewie e incontra i suoi nonni che stavano per sposarsi, ma l'intervento dei nazisti rovina la festa, e toccherà a Brian e Stewie tirarlo fuori dai guai. La sua farmacia viene saccheggiata o distrutta più volte nel corso della serie.
Originariamente non compariva molto nella serie, lasciando più spazio al figlio Neil; tuttavia, con il procedere delle stagioni, la figura di Neil viene meno a causa delle poche gag possibili, lasciando più spazio alla figura del padre.
È doppiato da John G. Brennan in originale e in italiano da Ambrogio Colombo.

## Muriel Goldman
È la moglie di Mort Goldman, e suo figlio è Neil. Ha diverse caratteristiche in comune con Mort e Neil: la buffa voce, i capelli rossi e gli occhiali con la montatura in corno, caratteristiche di tutti i membri della famiglia Goldman. Nella serie americana Nicole Sullivan le presta la voce.
Insieme a Mort, appare per la prima volta nell'episodio Baciami stupido quando viene invitata a cena dai Griffin assieme al resto della sua famiglia dopo che suo figlio Neil ha baciato Meg Griffin. Si scoprirà in seguito che ha conosciuto suo marito attraverso un servizio video di appuntamenti.
Appare raramente nelle serie. Nell'episodio E alla fine furono di meno, viene uccisa da Diane Simmons, poiché aveva scoperto che la giornalista era colpevole di una serie di omicidi.

## Neil Goldman
È il figlio di Mort Goldman, è un "secchione" stereotipato che corteggia sempre Meg Griffin senza successo. Ha i capelli rossi, occhiali con la montatura in corno, denti sporgenti e voce buffa (in una puntata viene rivelato che questa caratteristica è dovuta al suo apparecchio per i denti, ma che nella realtà ha una profonda voce adulta), caratteristiche di tutti i membri della famiglia Goldman. Doppiato in italiano da Leonardo Graziano e Davide Perino, e in inglese da Seth Green.

## Francis Griffin
Ex-marito di Thelma Griffin, è patrigno di Peter. Irlandese caratterizzato da una devozione al proprio lavoro ed alla propria fede cattolica ai limiti, e a volte anche ben oltre, il fanatismo: per lui, tutto quello che non è lavoro o religione, è peccato. Ha sempre contestato il matrimonio di Peter con Lois perché di fede protestante, non perde mai occasione di insultare e criticare il figlio, a cui non ha mai concesso un gesto di affetto, nonostante il profondo affetto di quest'ultimo. Proprio per questi motivi non è molto apprezzato dalla famiglia, in particolare da Lois e da Brian. Nell'episodio "Il papa e il papà" va in pensione, ma poi Peter lo fa assumere come capo nella ditta in cui lavora, dove fa lavorare i dipendenti fino allo stremo. A fine episodio inizia a lavorare come sorvegliante della chiesa di Quahog per impedire comportamenti irrispettosi al suo interno. Nell'episodio "Padre, figlio e spirito Fonzie" battezza Stewie, nonostante il prete gli avesse sconsigliato di farlo in quel momento, dato che l'acqua santa era inquinata. Muore nella quinta stagione dopo che il figlio gli cade involontariamente addosso, durante la festa di compleanno di Meg. Persino le sue ultime parole a Peter sono solo degli insulti. A causa del suo atteggiamento dispotico e irrispettoso, il figlio è l'unica persona a piangere la sua morte. Doppiato in italiano da Mario Milita e Valerio Ruggeri.

## Thelma Griffin
Thelma Griffin è la madre di Peter ed ex-moglie di Francis. Compare poche volte nella serie, ad esempio nell'episodio in cui Peter le chiede chi sia realmente suo padre. Di lei si sa che è un alcolista e una fumatrice, e in una puntata ha una relazione con Tom Tucker. Morirà, a causa di un ictus, nella dodicesima stagione.
Doppiata in italiano da Graziella Polesinanti.

## Dottor Elmer Hartman
È il medico della famiglia Griffin. Ha un figlio e un nipote di cui parla spesso ma che non si sono mai visti. In un episodio perde il lavoro perché Peter lo accusa di averlo stuprato, avendo l'uomo interpretato come una violenza un normalissimo esame della prostata. Durante le prime stagioni della serie si dimostra molto professionale, serio ed efficiente ma durante il corso della serie diventa sempre più negligente, incapace e, spesso, stupido e prende la tendenza a fare osservazioni a doppio senso, che fanno spesso pensare a delle dolorose diagnosi, infondendo ai pazienti una gratuita insicurezza, quando invece stanno benissimo. Appare anche in tv mentre diagnostica gravi malattie a personaggi come Braccio di Ferro o Rudolph la Renna. Il nome è ispirato al grande amico di Seth MacFarlane nonché animatore, Butch Hartman.
Doppiato in italiano da Enzo Avolio (st.1-2, ep.4x1-16), Daniele Valenti (st.3) e Nicola Marcucci (ep.4x17+)

## Horace
È il proprietario de L'ostrica ubriaca, il bar dove vanno tutte le sere a bersi una birra Cleveland, Peter, Quagmire e Joe. Punto di riferimento per il quartetto, morirà durante una partita di baseball e l'Ostrica Ubriaca rischierà di chiudere perché sequestrata dalla banca, gettando nel panico i tre amici che vedono la loro amicizia minacciata. A salvare la situazione interverrà Jerome, che involontariamente ha ucciso Horace: acquisterà l'Ostrica riportandola al suo antico splendore e guadagnadosi la gratitudine di Peter e dei suoi amici. Doppiato in italiano da Vittorio Amandola, nelle prime sette stagioni, e da Pierluigi Astore dall'ottava all'undicesima stagione.

## Jake Tucker
Figlio di Tom Tucker ed ex-compagno di scuola di Chris, ha la faccia capovolta (la bocca è al posto degli occhi e viceversa). Sembra essere sociopatico.

## James Woods
È doppiato da James Woods stesso. Compare la prima volta nell'episodio Il mio migliore amico quando Peter lo chiama per evitare che cambino il nome della scuola dedicata proprio a James Woods, e i due diventano amici inseparabili. Successivamente diventa estremamente geloso di Brian, Peter allora lo rinchiude in una cassa. Ritorna nell'episodio Furto d'identità quando ruba il portafoglio di Peter e ne assume l'identità, Peter decide di fare la stessa cosa e gli rovina la reputazione andando al David Letterman Show. In Something, Something, Something, Dark Side appare nella parte del generale Veers. In seguito ricompare ne Lo stravolgente mondo della televisione quando rovina l'episodio pilota della serie ideata da Brian, infatti dopo aver ottenuto la parte del protagonista trasforma in una sitcom demenziale quella che in origine doveva essere una serie drammatica. In E alla fine furono di meno invita nella sua villa le persone a cui ritiene di aver causato dei dispiaceri e poi venne ucciso da Diane Simmons, ma grazie alla sua notorietà, il suo corpo viene trasportato in ospedale e fatto ritornare in vita, come mostrato nell'episodio Tom Tucker: l'uomo e il suo sogno. Doppiato in italiano da Stefano De Sando.

## Jasper
Jasper è il cugino gay di Brian. Ha un aspetto molto simile a quello del cugino, vive a Los Angeles, ha un fidanzato filippino di nome Ricardo e lavora come animatore in un villaggio turistico. Lo vediamo per la prima volta nell'episodio La Sottile Striscia Bianca, durante un piccolo flashback di Brian. Nell'episodio Ora puoi anche baciare... il ragazzo viene celebrato il matrimonio di Jasper e Ricardo a casa dei Griffin. Ricompare nel film La storia segreta di Stewie Griffin accanto a Ricardo, ma sullo sfondo e senza nessuna battuta. Si vede anche nella puntata "Life of Brian" al funerale del cugino. Doppiato in italiano da Mario Bombardieri.

## Jesse
Jesse è il cane di Mr. Herbert, è un dalmata piccolo e molto vecchio ed, a causa della vecchiaia, ha perso l'uso delle zampe posteriori ed è quindi costretto a trascinarle con l'aiuto delle zampe anteriori per potersi muovere.

## Jeff Merdoso
Jeff è il fidanzato di Brenda Quagmire ed è un uomo molto violento ed irascibile, tantoché non fa altro che picchiare ed insultare la povera Brenda.
Nella decima stagione muore investito dal cognato Glenn, dopo aver a sua volta tentato di ucciderlo: Glenn, Peter e Joe, per vendicare Brenda, avevano attirato l'uomo in una trappola fingendo di coinvolgerlo in una battuta di caccia, ma Jeff aveva scoperto il trucco (anche a causa di Peter, che si era lasciato sfuggire il vero motivo per cui erano andati a caccia) e aveva tramortito Peter e Joe e sequestrato Glenn per ucciderlo. La cosa sembra riuscirgli, in quanto nel corso di una colluttazione riesce a strangolare Glenn, il quale però è abituato ad asfissiarsi nelle sue pratiche erotiche estreme, e, approfittando di un attimo di distrazione di Jeff, sale in macchina, lo insegue e lo uccide schiacciandolo contro un albero.
Doppiato in italiano da Gianluca Machelli.

## Jeffrey
Jeffrey è il fidanzato di Bruce. Nelle prime stagioni veniva solo menzionato, però lo si vedrà più volte dal vivo nelle stagioni moderne.
Nella diciannovesima stagione lo sposa, dopo che Bruce é stato lasciato all'altare da Meg, che non sapeva che fosse gay. Il suo cognome é Hitlerdidnothingwrong. 
Attraverso Meg, lui e Bruce diventeranno i genitori di una bellissima bambina, chiamata Liza Judy Barbara.
Muore nella ventitreesima stagione, sbranato da uno squalo, mentre tenta di recuperare il suo cappello caduto in mare. 
Bruce in seguito sposerà il loro amico Dennis.

## Jerome
È un uomo afroamericano e un buon amico di Peter, Joe e Quagmire. Appare per la prima volta nell'episodio dell'ottavo stagione "Amico nero cercasi", dove Peter e gli altri lo sceglieranno come quarto membro del loro gruppo dopo la partenza di Cleveland. Si scopre essere stato un fidanzato di Lois anni prima, cosa che farà scatenare una forte gelosia in Peter, ma in seguito, grazie a un regalo fatogli da Jerome stesso, si ravvede e tornano amici. Al termine dello stesso episodio ammette però di aver consumato rapporti sessuali con Meg durante la sua permanenza a casa Griffin, ma Peter risponde che di questo se ne infischia proprio. 
Riappare in seguito nell'episodio "Salvate l'ostrica"; qui, durante una partita di baseball, uccide per errore Horace. Terribilmente mortificato per quanto accaduto, decide di acquistare lui stesso il bar "L'Ostrica Ubriaca", così da fargli evitare la chiusura. Nell'episodio "La piccola diventa nera" si scopre che Jerome ha una figlia, Pam, verso la quale è estremamente protettivo. 
Doppiato in originale da Kevin Michael Richardson e in italiano da Alessandro Rossi.

## Jillian Russel
Jillian è, nella quinta stagione, la ragazza fissa di Brian; bellissima, nasconde però una stupidità disarmante, fatto che sembra portarla ad andare molto d'accordo con Peter e Chris. All'inizio della sesta stagione, va a vivere per un breve periodo con Brian, ma quando scopre che questi non era realmente intenzionato a vivere con lei ed era stato convinto da Stewie, si sente ferita e lo lascia. Brian cerca in tutti i modi di recuperare il rapporto, ma ormai per lei è finita.
Nella settima stagione, si sposa e invita tutti i Griffin al matrimonio, tranne Brian, che capisce di esserne ancora innamorato. Ma ormai Jillian ha cambiato vita, essendo stata profondamente ferita dal suo ex e Brian la lascia finalmente andare. Nell'episodio della quinta stagione "Drizza le orecchie" si scopre che è bulimica, quando Stewie la obbliga a vomitare per rubarle un dente (vuole catturare la fata dei denti). Diventa vedova nel primo episodio nella nona stagione dopo che Diane Simmons uccide suo marito Derek.
Quando Stewie riunirà Jillian e tutte le altre ex fidanzate, che all'inizio criticheranno Brian per gli errori che lui ha commesso, però dopo faranno la pace andando a letto con lui.
Riappare al funerale di Brian nell'episodio La vita di Brian dove piange la scomparsa del cane della famiglia Griffin.
Doppiata in originale da Drew Barrymore e in italiano da Francesca Manicone.

## Jim Kaplan
Jim Kaplan è un truffatore caratterizzato dal suo largo sorriso felice. Ogni volta che vede Peter cerca di truffarlo in ogni maniera possibile ma fallisce sempre.

## Joe Swanson

Joe Swanson nell'episodio Affari interni

Joseph "Joe" Swanson (doppiato in originale da Patrick Warburton e in italiano da Edoardo Nordio) è un vicino di casa degli stessi Griffin e grande amico di Peter.
È un ottimo poliziotto, ma non è chiaro quale sia il suo grado: di solito dice di essere un semplice agente, ma quando compaiono i colleghi sembra essere in una posizione di comando rispetto a loro. È sposato con Bonnie e ha due figli: Kevin e la piccola Susie. Egli risulta affabile e gradito a tutti; è considerato un eroe, e ciò in passato contribuiva ad attirare su di lui una certa invidia da parte di Peter Griffin, anche se col tempo ne diventa un grande amico, nonché parte integrante del suo gruppo, di cui fanno parte anche Cleveland e Quagmire.
È diventato paraplegico in seguito a una caduta da un tetto. Infatti, nel primo episodio in cui appare, in un tipico flashback surreale della serie, lo si vede lottare sul tetto di un orfanotrofio la notte di Natale, mentre cerca di impedire al Grinch di rubare dei giocattoli; ma il Grinch, lanciandogli uno schettino sotto un piede, lo fa cadere, per cui i danni conseguenti sulla colonna vertebrale lo rendono paraplegico. Rivela più tardi nella serie che in realtà fu un criminale chiamato Bobby Briggs a causargli l'infortunio, sparandogli nelle gambe dopo aver scoperto che era un poliziotto in incognito (Joe era sotto copertura nel laboratorio di eroina di Briggs) in La vendetta di Joe. Nello stesso episodio, ammette anche che l'altra storia era una bugia. Oltre ad essere paraplegico, Joe soffre anche di disfunzione erettile, incontinenza urinaria e fecale, sempre forse a causa del colpo ricevuto. Nell'episodio La farmacia in fiamme Joe racconta anche che poco dopo l'incidente il medico propose di fare un intervento che gli avrebbe consentito di tornare a camminare, ma la sua compagnia assicurativa ha preferito non spendere i 200000 dollari per l'intervento ma optare per la sedia a rotelle da 60 dollari lasciandolo paralitico. Nonostante questo, il suo handicap non gli impedisce di servire la comunità come poliziotto o in musical.
Joe si rivela spesso essere un personaggio molto simpatico. Ciononostante, mantiene un'aria seria, e in alcune occasioni mostra comportamenti aggressivi, nonché dei problemi di controllo della rabbia che spesso lo portano a scatti d'ira improvvisi. Ad esempio, in un episodio picchia il figlio Kevin in maniera così violenta, da doverlo mandare a vivere per un po' con una famiglia affidataria; in un altro episodio, invece, spara alla propria bistecca e poi punta la pistola sui propri amici, "colpevoli" di averlo preso in giro per non averla finita. Questi sfoghi sembrano contraddire la sua capacità di convivere con il proprio handicap e con l'essere preso in giro in proposito. In un altro episodio, grazie ad un trapianto di gambe, Joe torna a camminare. Questo cambierà il poliziotto, che lascia Bonnie e si fa nuovi amici più atletici; per questo, alla fine la moglie infuriata gli spara alla schiena, paralizzandolo di nuovo.
Nelle stagioni più recenti viene messo in evidenza più volte che sua moglie Bonnie prova un latente (ma a volte anche palese) odio nei confronti del marito, date le difficoltà che deve affrontare in quanto moglie di un disabile, che lei considera fin troppo stressanti; ciò la porta e essere fredda e distaccata, nei confronti di Joe, non curandosi di lui e, addirittura, sperando nella sua morte. Quando poi, per un errore del dottor Hartman, Joe diventerà temporaneamente tetraplegico, Bonnie non ci pensa due volte a lasciarlo e portarsi via la figlia, non volendo sopportare anche questo, anche se a fine episodio ritorna quando l'errore del dottore viene corretto e Joe ritorna ad essere "solamente" paraplegico.
In un episodio della quattordicesima stagione, rivela di avere sempre avuto un pessimo rapporto con il padre Bud che prendeva sempre in giro gli handicappati. Joe non rivelerà mai di esserlo diventato per timore della reazione del padre e si scambierà con Peter durante la sua permanenza a Quahog. Tuttavia, quando Peter si affezionerà a Bud, Joe non accetterà l'idea del trasferimento del padre in pianta stabile in casa sua e arriverà a litigare con il suo amico. Alla fine, però Bud rivelerà al figlio di essersi sempre comportato così contro gli handicappati perché aveva il timore che lui stesso potesse diventarlo e non avrebbe saputo come la sua famiglia lo avrebbe trattato. Joe spiegherà che nonostante l'handicap, ha una vita, un lavoro e una famiglia che lo amano e dopo anni, riuscirà finalmente a riappacificarsi con il padre.
In alcune puntate Joe tenta di porre fine alla sua vita, per colpa di una forma di depressione che lo attanaglia.

## John Herbert
Un vecchio pervertito pedofilo e omosessuale innamorato di Chris Griffin, anche se spesso si dimostra interessato ad altri bambini, come Stewie Griffin. Herbert compare per la prima volta nella terza stagione (anche se il suo nome viene rivelato solo nella quinta) nell'episodio Laggiù nel profondo Sud per ricevere i giornali da Chris, in seguito fa un abbonamento per riceverlo tutti i giorni per rivedere ogni volta Chris. La sua ossessione per i bambini lo porta molto spesso a trovare ogni minima scusa per invitarli a casa sua, arrivando fino a proporre torte, travestendosi da gelataio o da alunno. Nell'episodio L'amore di papà della quarta stagione, Chris rompe per sbaglio un vetro della casa di Herbert ed egli lo ingaggia per dei lavoretti e si immagina di poter vivere tutta una vita coniugale col ragazzo ed avere dei figli da lui. Nell'episodio Affari interni della decima stagione, Peter Griffin ed Ernie si scontrano per l'ennesima volta travolgendo il furgoncino dei gelati con Herbert dentro e lui esce a protestare. È un veterano della seconda guerra mondiale.
Nell'episodio di San Valentino dell'undicesima stagione si viene a sapere che ha una nipote di nome Sandy che, come lui, ha un debole per Chris. Doppiato in originale da Mike Henry e in Italia da Mario Milita (st. 3-9), Valerio Ruggeri (st. 10-12), Angelo Nicotra (ep. 14x03), Vittorio Stagni (st. 14-18) e Piero Di Blasio (st. 19+). Nelle parodie di Guerre stellari interpreta la parte di Obi-Wan Kenobi.

## Jonathan Weed
Proprietario della fabbrica di giocattoli in cui ha lavorato Peter Griffin, snob e capitalista nasconde (ma senza troppa veemenza) preferenze omosessuali. Muore durante una cena a casa dei Griffin strozzandosi con una tartina, pochi minuti dopo aver comunicato a Peter che sarebbe stato promosso. In un altro episodio Stewie si assume il "merito" di averlo ucciso. È stato doppiato da Oliviero Dinelli nell'edizione italiana.

## Joyce Kinney
Dalla nona stagione, Joyce Kinney, il cui vero nome è Joyce Chevapravatdumrong (ispirata a Cherry Chevapravatdumrong, una dei co-produttori della serie), è la nuova giornalista di Channel 5 dopo che Diane Simmons venne uccisa da Stewie. Joyce partirà inizialmente come antagonista, poiché vorrà vendicarsi di Lois per uno scherzo di cattivo gusto che le aveva fatto al liceo, dove Lois ed alcune sue amiche le avevano messo un würstel in bocca e le avevano tirato giù i pantaloni davanti all'intera scuola. Infatti si fingerà amica di Lois e questa le rivelerà che ha recitato in un film porno: Joyce rivelerà il segreto di Lois ai cittadini di Quahog che presto la disprezzeranno per questo, ma alla fine, Lois riuscirà a sistemare le cose e farsi di nuovo accettare dalla popolazione.
Tuttavia, già dall'inizio della decima stagione in poi, si vedrà una Joyce Kinney molto cambiata, dotata di una bontà e di una gentilezza immensa: infatti, per esempio, anche se Tom Tucker è nervoso o si comporta da babbeo, lei mantiene sempre la calma e gli sorride. Inoltre, quando Peter Griffin disegnerà una vignetta sessista, egli andrà allo show di Joyce chiamato "The Flow", uno show che serve a migliorare l'immagine delle persone che hanno commesso degli errori, Joyce le farà capire che quello che ha fatto Peter è sbagliato, farà di tutto pur di cambiarlo, anche se poi fallirà; tuttavia, lei e gli altri abitanti di Quahog lo perdoneranno quando lui si batterà per Quahog, nella battaglia tra la birra Pawtucket e la birra Duff. Joyce Kinney dimostrerà anche di essere molto sensibile, infatti la si vede al funerale di Brian, dove piange la scomparsa del cane della famiglia Griffin. Nella Stagione 16 lei farà parte del club del libro di Lois, quindi è ironicamente diventata amica della sua peggior nemica. Doppiata in originale da Christine Lakin e in italiano da Ilaria Latini.

## Kevin Swanson
È il figlio di Bonnie e Joe Swanson. Ha un buon rapporto col padre sebbene i genitori non approvino la sua passione per gruppi musicali quali Garbage, Radiohead, Blur e Phish. Di carattere mite, asseconda gli atteggiamenti militari del padre che lo incoraggia ad essere come lui. Nella puntata Pene d'amor perduto Joe racconta a Peter della prima volta in cui Kevin lo ha sconfitto in una competizione:
Diversi episodi lasciano credere che tra lui e Meg potrebbe nascere una relazione sentimentale (ad esempio in Il papa e il papà, il padre di Peter dà a Meg della prostituta dicendo di averla vista camminare mano nella mano con Kevin).
Joe Swanson ha annunciato nell'episodio Stew-Roids che Kevin è morto in una battaglia in Iraq, ma nell'episodio Thanksgiving Kevin riappare e si scopre, dopo un iniziale malinteso che lo fa passare per un eroe di guerra, che disertò dalla sua unità dopo un attentato simulando la sua morte e ha vissuto alla macchia per cinque anni. Viene investito dalla disapprovazione generale dei Griffin e del padre di Quagmire che, come reduce del Vietnam, gli rimprovera di aver abbandonato i suoi compagni ed eluso il suo dovere di soldato; gli unici a schierarsi dalla sua parte sono Meg, che è ancora invaghita di lui, e Brian il quale, noto antimiltarista, lo sostiene. Inizialmente il padre, che riceve un brutto colpo al suo orgoglio di poliziotto e difensore della Nazione, vorrebbe arrestarlo e farlo condannare come disertore ma si farà alla fine convincere a lasciarlo libero e a riaccoglierlo in famiglia, sul finale dell'episodio interviene il vero Kevin, di ritorno dall'Iraq, indicando che quello fino ora visto era un impostore, di conseguenza l'eventuale diserzione è messa in dubbio. Kevin soffre di stress post traumatico e sua madre rivela che spesso, durante il sonno, emette urla agghiaccianti e chiama aiuto. È doppiato in originale da Jon Cryer (st.1), Seth MacFarlane (st. 3) e Scott Grimes (st. 10+), mentre in italiano è doppiato da Marco Baroni (st. 1-5) e Daniele Giuliani (st.10+).

## Lawrence
È un personaggio con capelli e baffi rossi che appare in vari episodi vestito sempre con un completo formale blu con la cravatta. La sua gag riguarda sempre dire la battuta "Chi altri se non Quagmire?" ogni volta che quest'ultimo dice battute o compie azioni esilaranti.

## Mickey McFinnigan
È il padre naturale di Peter, il quale, dopo aver chiesto chi fosse il suo vero padre a sua madre, parte per l'Irlanda con Brian, dove lo incontra in un paesino, scoprendo che quest'ultimo è l'ubriacone del villaggio, titolo di grande importanza in Irlanda per il quale tutti gli portano rispetto. Mickey, inizialmente, non lo riconosce come figlio, perciò Peter lo sfida ad una gara di bevute e vince, facendogli ammettere di essere suo figlio. Peter ha preso moltissime caratteristiche da suo padre come il peso e la resistenza all'alcol. Mickey e Peter sono anche quasi identici, se non fosse per la barba e la peluria di Mickey, rossa invece che castana. È possibile che il fisico di tutti gli antenati di Peter sia frutto della sua immaginazione, perché il loro cognome era Griffin, tuttavia avevano le caratteristiche dei McFinnigan.
Mickey, come Peter, è doppiato in originale da Seth MacFarlane e in italiano da Mino Caprio.

## Nate Griffin
È un lontano antenato di Peter di colore e per questo tenuto in schiavitù da un antenato di Carter.
A quei tempi s'innamorò dell'antenata di Lois, ma non poterono sposarsi a causa delle leggi razziali.
Quindi, non potendo sposarla, si ritirò e se ne andò dopo l'abolizione della schiavitù.
Appare negli episodi Gli antenati e La storia sconclusionata della famiglia Griffin: in questo episodio, Peter specifica che "Nate Griffin" era il suo nome da schiavo, mentre il suo nome vero era Richard Backman.

## Ollie Williams
È il meteo reporter del tg di Channel 5 di Quahog. Ollie, uomo di colore e robusta costituzione, non parla mai per più di 1-3 secondi alla volta e le sue notizie sul meteo sono lampanti ed esposte ad alta voce. L'unica volta in cui appare calmo è nell'episodio "Uno scrittore...in erba" (il dodicesimo episodio della settima stagione de I Griffin), dopo avere fumato della marijuana. Nell'episodio "Una morte inaspettata" di The Cleveland Show, si scopre che ha avuto una relazione con Loretta Brown, ex moglie di Cleveland. Doppiato in italiano da Gabriele Martini.

## Olivia Fuller
È una bambina che ha all'incirca l'età di Stewie e che quest'ultimo ha conosciuto a scuola di recitazione.
All'inizio i due non vanno molto d'accordo, ma poi capiscono di amarsi ed addirittura si "sposano".
Ma Olivia "tradisce" Stewie con un altro bambino ed i due si lasciano.
Risulta apparentemente morta quando Stewie incendia la loro capanna. Doppiata in italiano da Monica Volpe e Gaia Bolognesi.

## Patrick Pewterschmidt
È il fratello maggiore di Lois e Carol. A causa di un evento che ha cambiato la sua vita (la madre che ha un rapporto con Jackie Gleason), Patrick si ritrova ad uccidere strangolando più persone grasse possibili, ragion per cui il padre Carter l'ha fatto richiudere in un ospedale psichiatrico e ha perfino nascosto a Lois di avere un fratello, finché lei non lo scopre quando Peter accidentalmente rompe una sua foto, rivelando che era stata piegata e che quindi non aveva mai visto suo fratello. Una volta scoperto il fatto, decide di liberare Patrick, il quale però mostrerà i suoi segni di squilibrio cercando di uccidere a strangolate tutti i ciccioni che riesce a trovare. Alla fine però, grazie all'intervento di Lois, si sistema tutto e Patrick si pente.
Ricompare poi nell'episodio "Killer Queen": tornato a casa dei Griffin viene accusato di aver ucciso un bambino grasso al campo dimagrante, ma quando viene fatto fuori un altro bambino grasso, si viene a scoprire che è innocente. In realtà il killer era Charles Yamamoto, un uomo che voleva uccidere Chris Griffin solo per vendicarsi della sconfitta subita alla gara di mangiata di Hot Dogs. Dopo che Charles muore d'infarto vedendo il robot sulla copertina dell'album News of the World dei Queen, si verrà a sapere che era stato proprio Charles a liberare Patrick dal manicomio, per far ricadere la colpa su di lui. Dopo che è tutto finito, Patrick scompare nel nulla.

## Preston Lloyd
E' il nuovo manager della Pawtucket Patriot Ale, dopo la morte di Angela. Ha 46 anni. Si dimostra più scrupoloso della sua predecessore e mal sopporta Peter, che spesso porta nei suoi viaggi d'affari. Molto legata all'anziana madre, che conoscerà i Griffin durante le feste di Natale, la stessa, verrà accidentalmente uccisa da Lois, che le metterà la sua spilla, che Peter aveva accidentalmente rubato alla donna per fare un regalo alla moglie, appuntandogliela sul peacemaker, causandole un'emorragia interna. Veterano dell'esercito, è astemio da sempre, nonostante la sua professione, oltre ad avere sia disturbi dello spettro autistico che disturbi ossessivo-compulsivi e una passione sfrenata per i treni.

## La scimmia cattiva (The Evil Monkey)
Vive nell'armadio di Chris, e tormenta spesso il ragazzo, additandolo dalle scale di casa Griffin e in qualche puntata anche uscendo per la città. La scimmia sembra essere invisibile al resto della famiglia (o più semplicemente ignorata da tutti i componenti del cartone, una volta Peter la scambiò addirittura per Meg) e sembra che in realtà non sia cattiva, ma si comporti in modo minaccioso soltanto in presenza del giovane di casa Griffin. In realtà però ci sono anche alcune puntate in cui la scimmia manifesta un affetto di fondo per Chris, ad esempio nel momento in cui questi è lontano da casa per lunghi periodi, come quando si sposa con la figlia di un capotribù di un'isola sperduta. In un episodio Chris, diventato cantante di una band rock della scuola, compone una canzone proprio dedicata alla scimmia.
In un episodio poi si scopre il motivo della cattiveria della scimmia e di quel suo gesto di additare con fare minaccioso.
In un breve flashback tipico dei Griffin, si vede la scimmia che rientra in casa vestita come se tornasse dall'ufficio con abiti umani e salendo le scale trova la compagna a letto con un'altra scimmia. Alla vista della scena la scimmia di Chris va su tutte le furie e compie per la prima volta il suo famoso gesto minaccioso. In un episodio Dylan (il figlio di Brian Griffin) la massacra finendo quasi per ucciderla e Chris Griffin può finalmente andare dentro l'armadio. Tuttavia nonostante ciò, la scimmia riappare in qualche episodio successivo ove stringono addirittura amicizia, tanto da creare una situazione di disagio con il padre Peter poiché la scimmia assunse quasi una figura paterna per Chris (spiegherà che quel suo famoso additare non erano altro che tentativi di parlare con lui).
Infine lascerà casa Griffin e andrà a vivere nell'armadio di Jake Tucker.

## Seamus Levine
È un vecchio pescatore, abitante di Quahog. Ad eccezione della testa, il suo corpo è interamente fatto di legno (giustifica questo aspetto con il fatto che suo padre era un albero). In un episodio salva Peter da una piovra, e in un altro viene reclutato come "handicappato" al posto di Joe nel gruppo di Peter. Nella prima puntata della decima stagione viene rivelato che è stato creato da James Woods. Come molti altri personaggi, in originale è doppiato dal creatore della serie Seth MacFarlane, mentre in italiano è doppiato da Vincenzo Ferro (st. 3-14), Vittorio Stagni (st. 15-18) e da Piero Di Blasio (st.19+).

## Stella
Stella è la nuova collega di Peter Griffin che sostituisce Opie alla fabbrica di birra. Stella, nonostante sia sorda, riesce a leggere le labbra delle persone quando parlano. Dalla Decima Stagione in poi la si vedrà ogni volta che si vedrà Peter andare al lavoro. Nella Dodicesima Stagione si scopre che lei fuma.

## Stewie Malvagio
Stewie Malvagio è il secondo clone di Stewie Griffin creato nella puntata "La mano sulla sedia a rotelle". Stewie Malvagio appare quasi del tutto identico a Stewie, tranne per il fatto che indossa una tuta gialla con una camicia rossa sotto, in contrasto con l'originale Stewie, che indossa una tuta rossa con una camicia gialla sotto. È molto più malvagio rispetto all'originale, infatti: cerca di soffocare Brian, taglia la sua coda e soffoca Stewie con essa, picchia Stewie, tortura e, eventualmente, uccide un ragazzo e i suoi genitori per atti di bullismo verso l'originale Stewie nella versione DVD, divide una donna a metà, e attira Kool-Aid per ucciderlo.
Nel tentativo di liberarsi di Stewie Malvagio, Brian lo attira da solo legandosi ad un'asta di una bandiera. Stewie Malvagio appare, compiaciuto, dopo di che appare l'originale Stewie. Durante la lotta, tuttavia, perdono i vestiti, lasciando Brian ignaro di chi sia il vero Stewie. Brian si libera e si impossessa di una pistola e la punta contro i due gemelli. Tuttavia, non è sicuro a chi sparare, e quindi li mette alla prova dicendo loro di guardarsi i piedi. Uno di questi è confuso dalla domanda, mentre l'altro ride ai suoi piedi. Brian spara il gemello che ha trovato strana la domanda, e quindi esprime sollievo per non aver sparato lo Stewie sbagliato. Tuttavia, come Brian e il restante gemello iniziano a camminare, lo Stewie sopravvissuto gira la testa, rivelando occhi gialli e un sorriso maligno udibile anche in sottofondo, citando la scena finale del videoclip di Thriller di Michael Jackson.
È stato doppiato da Seth MacFarlane e in italiano da Nanni Baldini.
Compare come personaggio sbloccabile in "Family Guy: The Quest For Stuff".

## Preside Shepherd
Preside del liceo James Woods, è in sovrappeso e appare sempre piuttosto annoiato. Nell'episodio Come non pagare le tasse viene rivelato che è ebreo.
Doppiato in italiano da Mario Bombardieri (st.1-2, 4-6), Dario De Grassi (st.3), Goffredo Matassi (st.7-8), Emilio Cappuccio (st.9-12) e da Luca Biagini (st.13+). Ha gravi problemi d'azzardo.

## Retep Niffirg
Come si può intuire dal suo nome, è la versione malvagia di Peter. Appare nell'episodio Meg puzza! dopo che Peter ha perso una mano mentre era in viaggio con Meg. Mentre Peter si è rigenerato la sua mano, la mano mozzata ha generato Retep, il quale è vestito in modo inverso a Peter, ovvero con camicia verde e pantaloni bianchi, e la prima frase che dirà è: "Io mi chiamo Retep! E sono l'essenza del male!". E infatti, nell'episodio, farà un dispetto a Brian facendolo inciampare su un sasso e poi ucciderà una donna, come si può intuire da quanto afferma Peter quando sale sul megcottero e gli sembrerà appunto di vedere sé stesso con una maglia verde che sta uccidendo una donna. 
Doppiato da Seth MacFarlane nel doppiaggio originale e da Mino Caprio in quello italiano. 

## Tom Tucker
Thomas "Tom" Tucker, Jr. è il collega di Diane Simmons al notiziario di Quahog, (doppiato in italiano da Teo Bellia e in originale da Seth MacFarlane). Indossa dei baffi finti fornitigli dal telegiornale dove lavora, a cui è molto affezionato. In un episodio diventa il mentore di Meg, la quale è una stagista nello studio del telegiornale. Non ha mai una rilevanza fondamentale negli episodi. I pochi momenti in cui viene visto sono quando lavora al telegiornale, o in pochi altri frangenti in cui si scopre qualcosa di più su di lui: lo si presenta come un personaggio comico (viene visto in un motel con una prostituta, dopo aver bevuto numerose bottiglie di birra) ma anche come un personaggio capace di provare del rimorso (arriva a infilarsi una formica carnivora nel cervello per punirsi dopo aver raccontato di aver trovato l'ultimo dei quattro rotolini d'argento, in una bottiglia di birra, necessari per vincere un tour guidato della fabbrica).
In passato, Tom si interessava solo del suo lavoro e di sé stesso, e spesso non sopportava la sua collega, alla quale rivolgeva parecchi insulti e commenti sarcastici, però, nella puntata "Teledipendenti" mostra un'attrazione. In un episodio si scopre che ha interpretato Michael Myers in Halloween 4. Ha un figlio, Jake, con la faccia capovolta. Nella quinta serie, nella puntata "Telma e Tom", Tom intrattiene una relazione con la madre di Peter, e va a vivere con i Griffin. Nel primo episodio della nona stagione, Tom Tucker viene arrestato, accusato ingiustamente dell'omicidio di James Woods, ma verrà scagionato alla fine della puntata. Nello stesso episodio si scopre che dorme sempre con una sua gigantografia appesa sulla testa.
Nelle stagioni recenti, Tom sembra essere diventato un personaggio più maturo e più tranquillo rispetto a quanto visto in passato, inoltre, a differenza di Diane Simmons che veniva quasi sempre sgridata da lui, Tom non se la prende quasi mai con Joyce Kinney, la nuova giornalista.
Suo padre, Tom Tucker Sr., è il proprietario di Channel 5.
Ha un fratello minore di nome Lenny, anch'esso impiegato nel channel.

## Tomak e Bellgarde
Tomak e Bellgarde sono amici biondi (uno li porta lunghi e ondulati fino all'inizio della schiena e l'altro li porta lisci fino alle spalle) che si vedono in alcuni sketch mentre parlano tra di loro. Dai tratti somatici sembrano essere dei nativi americani (o forse si tratta di abbronzatura).

## Tricia Takanawa
È l'inviata speciale del telegiornale Quahog 5 condotto da Diane Simmons e Tom Tucker. Ha origini asiatiche (più precisamente giapponesi) e nei suoi servizi mostra noia e non è mai interessata a ciò che dicono gli intervistati. È minuta ed indossa sempre un completo grigio. Doppiata in italiano da Elisa Galletta (st. 1-3) e da Antonella Alessandro (st. 4+), in tutti gli episodi in cui compare i personaggi della serie la chiamano sempre "la corrispondente asiatica Tricia Takanawa".
Le sue uniche apparizioni sono nei collegamenti televisivi (in uno dei quali, durante un uragano, viene colpita da una macchina mentre è in diretta TV), tranne che nella puntata "I due volti della passione" la quale viene sorpresa ad intrufolarsi in un hotel di lusso vietato agli asiatici, nella prima puntata della nona stagione, dove la si vede nei flashback di Diane Simmons, e nella decima stagione dove la si vede cercare di uccidere con un arpione un delfino portato in casa Griffin da Peter.
Smaschera Tom Tucker in un Motel di basso livello mentre si accinge a copulare perverso con una prostituta di colore e nell'episodio numero 3 della seconda stagione (La fine del mondo), viene divorata dai suoi colleghi conduttori (tanto che Diane Simmons si chiese, date le sue origini asiatiche, se andasse mangiata con le bacchette). In una puntata copula con Quagmire durante un reportage sul sesso nella città: questi però la scambia per una spagnola. Ha chiaramente ispirato il personaggio di "Tricia Tanaka" nell'episodio di Lost Tricia Tanaka è morta.
In un episodio ha una relazione con Carter, il padre di Lois.
Ha continui battibecchi con la madre Irene sul fatto che sia ancora single e che non le abbia ancora dato dei nipoti.

## Vinny Griffin
È stato il cane della famiglia Griffin, entrato in scena dopo la morte di Brian nell'episodio La vita di Brian, fino al salvataggio di quest'ultimo tramite la macchina del tempo.
Vinny, cane italo-americano, appare come un cane tranquillo, intelligente e gentile, capace di parlare perfettamente proprio come Brian; ha dovuto superare un momento molto difficile: la morte del suo primo padrone Leo, deceduto poco prima che i Griffin lo adottassero.
Peter incontra Vinny in un canile, dove il cane era destinato alla soppressione; Peter, rimasto colpito dal cane, decide di salvargli la vita e lo adotta, portandolo a casa con sé.
Tutta la famiglia, in breve tempo, lega con il suo nuovo cane ad eccezione di Stewie, il quale non accetta che Brian venga sostituito da Vinny e così tenta in tutti i modi di sbarazzarsi dell'animale. Però in seguito Vinny si chiarisce con Stewie dicendogli che anche lui ebbe un momento difficile quando morì il suo primo padrone e che non aveva alcuna intenzione di far dimenticare il vecchio cane. Dopo essersi chiariti, Stewie diventa amico di Vinny, accettandolo come membro della famiglia.
Uscirà di scena nell'episodio natalizio, in quanto Stewie, dopo aver casualmente trovato un suo omologo del passato con la pedana della macchina del tempo nello zaino, decide di tornare indietro nel tempo per salvare il suo Brian, mentre Vinny lo saluta per l'ultima volta, consapevole del fatto che, con la salvezza di Brian, Vinny non verrà mai adottato dalla famiglia Griffin.
Il personaggio riappare brevemente nella parte finale del primo episodio della quindicesima stagione.
Nella versione italiana è doppiato da Pasquale Anselmo con un accento siciliano negli episodi 6-7-8 della dodicesima stagione, mentre in un cameo della parte finale dell'episodio 1 della quindicesima è doppiato da Gabriele Lopez.